# Boeing 707

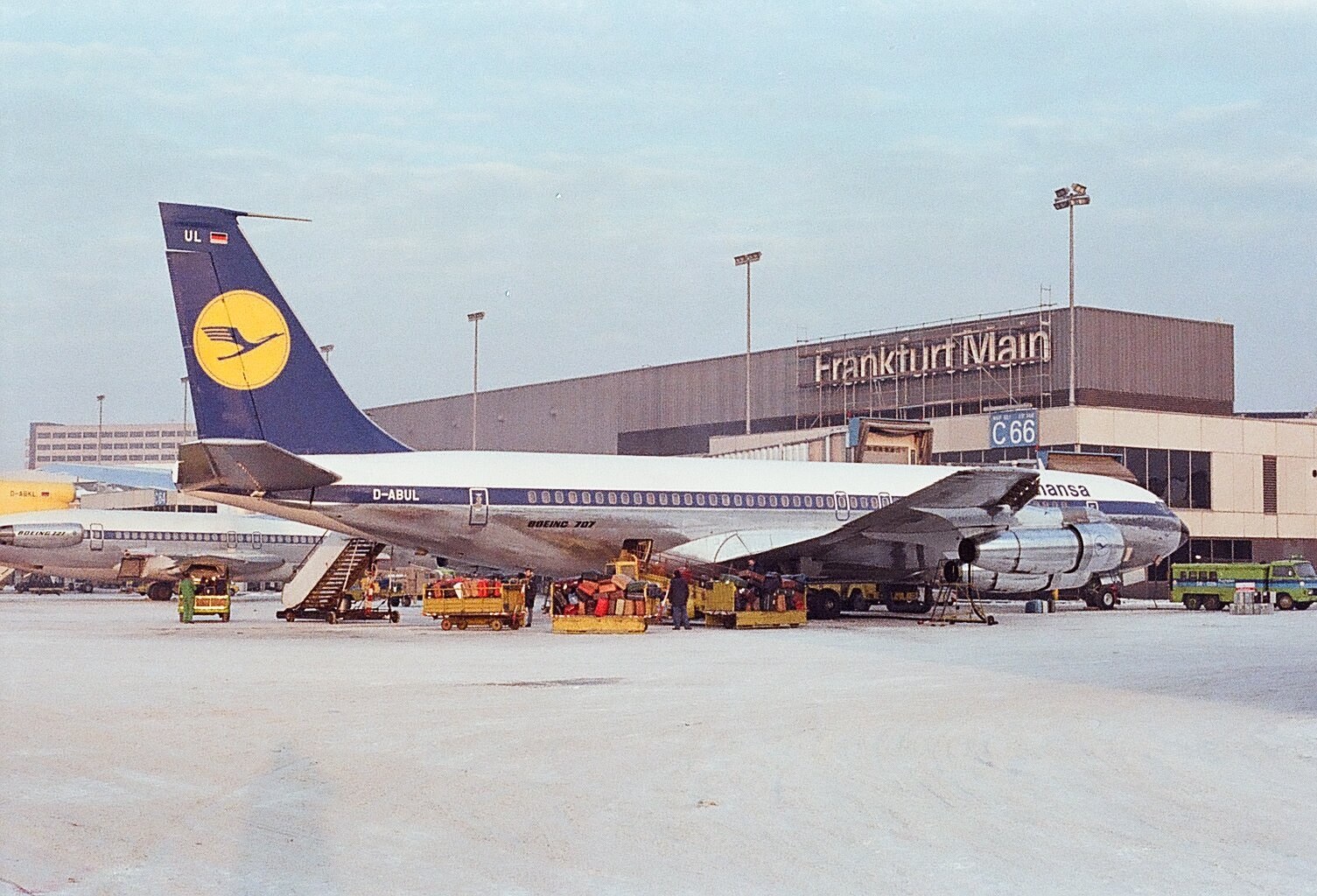
Boeing 707-330B, observera den framåtvända antennen ovanpå stjärtfenan, signum för Boeing 707 och 720

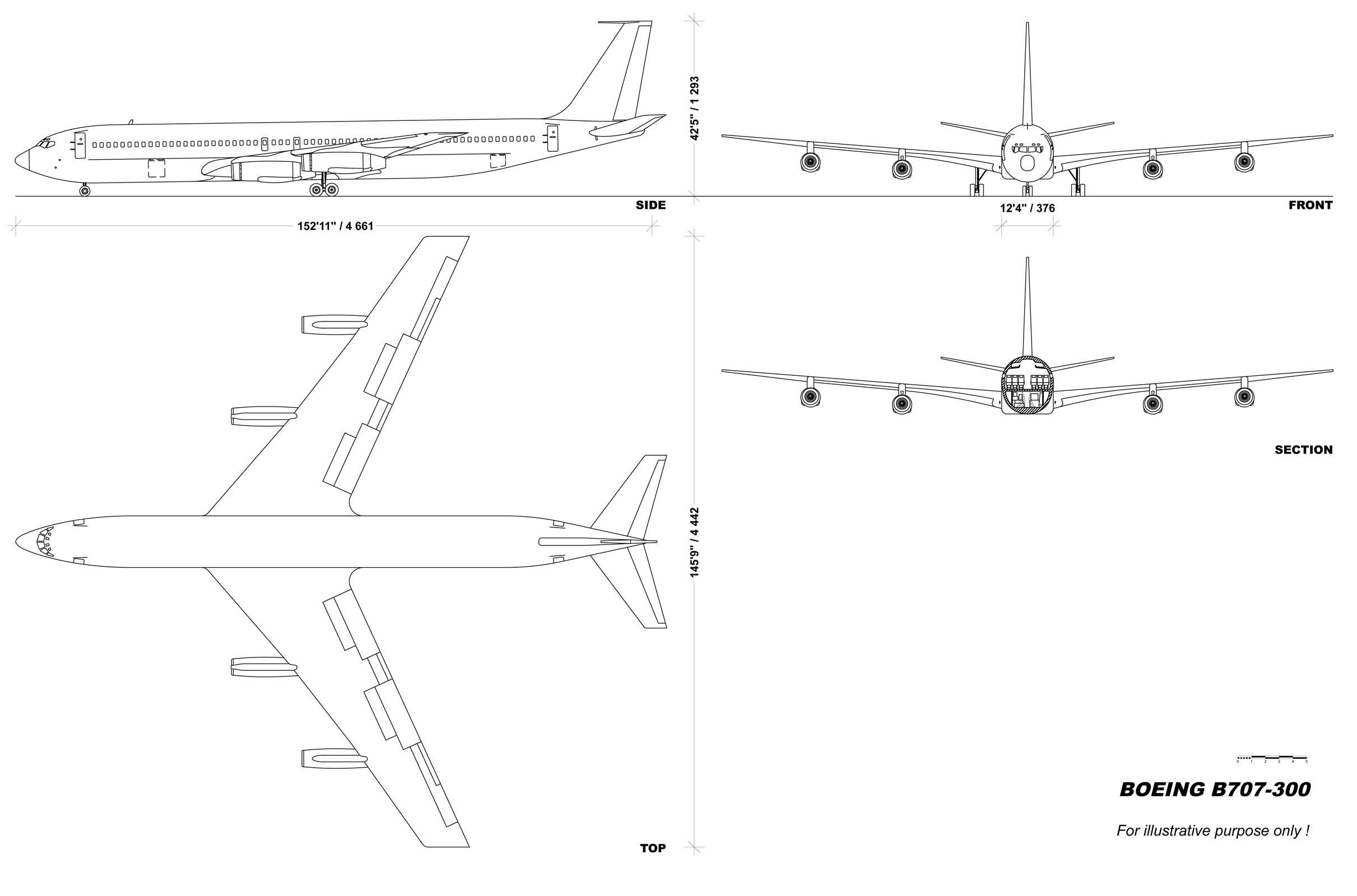
Ritning av Boeing 707-300

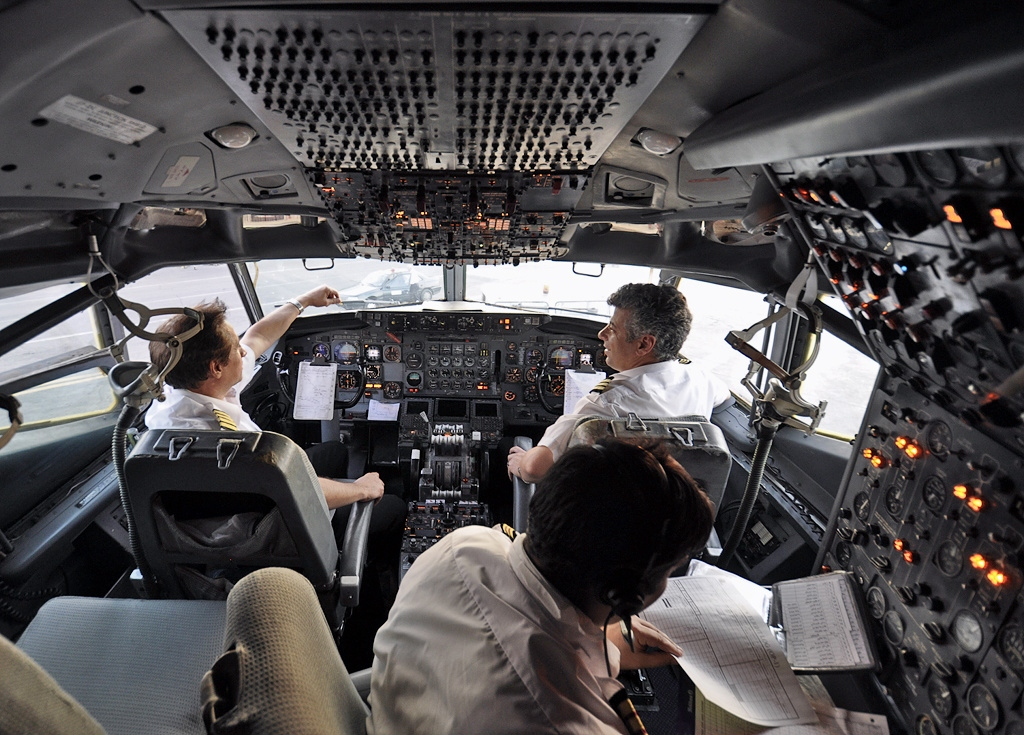
Boeing 707-300C, Cockpit (interaktivt bild)

Boeing 707 är ett lågvingat, fyrmotorigt flygplan tillverkat av Boeing Commercial Airplanes mellan 1958 och 1979. Flygplanstypen flög första gången 1954 och var ett av de första jetdrivna passagerarflygplanen som flögs av ett stort antal flygbolag. Idag används det främst av militären bland annat som flygtankningsplan men även som civilt fraktflyg. 
Boeing 707 har tillverkats i flera olika versioner för civilt och militärt bruk. Även om typen inte var den första i kommersiell trafik, så var det den första modellen som var kommersiellt framgångsrik. Boeing utrustade flygplanstypen med fyra CFM-56-motorer istället för de äldre bränsletörstiga P/W-motorerna. Flera av de militära versionerna av B707 har även RE mod (Re Engine). Boeing 720 slutade tillverkas 1967, Boeing 707 civila modeller 1979 och militära 1991. 
Flygplanet hade en stor konkurrent i den snarlika DC-8 från Douglas Aircraft. Både 707 och DC-8 hade plats för omkring 180 passagerare, de hade fyra jämförbara motorer, och båda kunde flyga över Atlanten. En tydlig skillnad är fönstersättningen i cockpit, där Boeing 707 (liksom medeldistansversionen Boeing 720) har två framrutor, medan DC-8 har tre något mindre. Den framåtvända stjärtfeneantennen finns dessutom inte på DC-8.
Senare skulle Boeing och Douglas modeller gå i olika riktningar. 
Shanghai-Y10 är en kopia som Folkrepubliken Kina tillverkade.

## I tjänst
År 2004 fanns det 500 stycken 707:or kvar i tjänst.
Saha Airlines är ett iranskt flygbolag som använde sig av den sista Boeing 707 i aktiv kommersiell tjänst. Planet var i tjänst fram till april 2013 då flygbolagets flotta fick flygförbud på grund av dess höga ålder.
Skådespelaren och flygnörden John Travolta äger en Boeing 707 som fortfarande är flygbar, men under renovering.

## Civila modeller
- Boeing 707-120
- Boeing 707-220
- Boeing 707-300
- Boeing 707-320
- Boeing 707-420

## Militära modeller
Boeing 707 användes av det amerikanska flygvapnet bland annat att transportera presidenten, i en version med beteckningen VC-137C. Det var två flygplan med nummer 62-6000 respektive 72-7000, förutom när presidenten var ombord, då anropssignalen var Air Force One.
- Boeing C-18 Stratoliner
- Boeing C-135 Stratolifter - Framtaget för transport
- Boeing C-137 Stratoliner
- Boeing E-3 Sentry - Stridsledningsflygplan baserat på 707-320
- Boeing E-6 Mercury - Reläflygplan
- Boeing KC-135 Stratotanker - Lufttankning
- Boeing RC-135 Cobra Ball -  Fotospaningsplan
- Boeing RC-135 Combat Sent - Signalspaningsflygplan
- Boeing RC-135 Rivet Joint - Avancerat signalspaningsflygplan
- Boeing VC-137 Stratoliner - Passagerarflygplan för VIP-flygningar